# Агент (спецслужби)
Агент — термін для позначення різних категорій співробітників спецслужб різних країн.
- Агент — посадова особа спеціальної служби, оперативний співробітник (агент ФБР, США; в СРСР в 1920-і роки агент — молодша посада оперативного співробітника карного розшуку);
- Агент в ЦРУ США — завербована для негласного співробітництва особа, яка не є штатним працівником ЦРУ (на відміну від оперативного співробітника);
- Агент — посадова особа, негласний оперативний співробітник (агент Моссаду, Ізраїль);
- Агент — негласний інформатор (секретний співробітник, сексот), особа, яка негласно співробітничає з оперативною службою, в основному в частині збору та передачі інформації про осіб, причетних до раніше скоєних, а також можливих злочинів і інших протиправних дій (агент КДБ, агент карного розшуку — в СРСР, Росії, Україні та ін.).

Кадрові співробітники або агенти спецслужб іноземних держав, що намагаються здобути секретну інформацію, при цьому нерідко вдаючись до підкупу, шахрайства, погроз та навіть вбивства, в радянських ЗМІ називались переважно «шпигунами». Представників власних спецслужб, які проводять аналогічну діяльність за кордоном, прийнято було називати більш благородним словом, овіяним ореолом сміливості, інтелекту, патріотизму та мужності – «розвідник».